# Kostel svatého Petra a Pavla (Kaplice)
Děkanský kostel svatého Petra a Pavla v Kaplici je gotický dvoulodní kostel původně ze 13. století. Od roku 1958 je chráněn jako kulturní památka.

## Historie
První písemná zmínka o kostele pochází z roku 1257. Dochovaná podoba presbytáře pochází z konce 14. století. Roku 1423 byl vypálen husity a po opravě byl roku 1507 zničen požárem, po kterém byl znovu vystavěn podle vzoru kostela v Malontech. V letech 1735 až 1740 proběhlo zvýšení věže, na kterou byly roku 1895 instalovány hodiny. V roce 1868 byla vystavěna sakristie na východní straně kostela a odstraněna kruchta v severní lodi. V roce 1912 proběhla oprava kostela.
V roce 1922 byly v kostele sv. Petra a Pavla v Kaplici vysvěceny tři nové zvony Petr a Pavel (760 kg), Josef a Marie (210 kg) a Florian (138 kg). Tyto tři zvony byly zrekvírovány za 2. světové války. Ve věži kaplického kostela sv. Petra a Pavla se nachází ještě čtvrtý zvon sv. Anna. Jeho váha při průměru 88 cm je 480 kg.

## Popis

### Architektura
Dvoulodí je uzavřeno pětiboce zakončeným presbytářem s opěráky, s dvojící sakristií na severní a východní (v ose kostela) straně, předsíňkou na jižní a hranolovou věží na severozápadní straně.
Klenba presbytáře i dvoulodí je síťová, v lodích vybíhající ze středových sloupů. Stejná klenba se nachází pod kruchtou.
Odchylka osy kostela od směru východ-západ činí 7,62°.

### Vybavení
Zařízení kostela je převážně novogotické z let 1866–1868.
- Hlavní oltář (se starším obrazem sv. Petra a Pavla z 2. pol. 18. stol.)[1] a kazatelna od A. Rinda z Lince[1]
- Boční oltáře Panny Marie a sv. Jana Nepomuckého se sochami z roku 1876[1]
- Varhany od K. Schiffnera z Prahy z roku 1887